# 全英シングルチャート
全英シングルチャート（ぜんえいシングルチャート、UK Singles Chart）は、イギリス音楽産業におけるシングルのチャートである。近年はオフィシャル・チャート・カンパニー (OCC) が集計している。イギリスのレコード店約6500店の販売データと、オンラインのデジタルダウンロードのデータより集計される。アメリカのシングルチャート (Billboard Hot 100) とは異なり、エアプレイ件数は全英シングルチャートには使用されない。当チャートの集計期間は日曜日から土曜日の間であるため、イギリスのシングルのほとんどは月曜日にリリースされることが多い。
トップ40チャートは最初に日曜日にBBC Radio 1で発表され（ただしその前にOCCのウェブサイトに掲載される）、トップ75が『ミュージック・ウィーク』誌に月曜日に掲載され、水曜日に独自のニュースレターであるChartsPlusにトップ200まで掲載される。
民放ラジオ局・キャピトルFMで放送されているライバルチャートの番組『オフィシャル・ビッグ・トップ40』はダウンロード数と140の商業ラジオ局のエアプレイを元に作られている。
オフィシャル・チャート・カンパニーの基準では、イギリスの公式なシングルチャートは、1952年から1960年まで『ニュー・ミュージカル・エクスプレス』のチャートであり、1960年から1969年までは「レコード・リテイラー」紙（現在の『ミュージック・ウィーク』誌）のチャートである。それ以降はオフィシャル・チャートが公式なチャートである。オフィシャル・チャート・カンパニーの統計によると2010年1月28日現在、1,122のシングルが全英シングルチャートで1位に輝いた。正確な数は議論の余地がある。1950年代から1960年代、1970年代、1980年代と競合する多数のチャートが存在したためである。しかしよく使われるリストは『ブリティッシュ・ヒット・シングルズ・アンド・アルバムズ』の公認とオフィシャル・チャート・カンパニーが採用したものが使われている。

## 歴史

### 初期のチャート
レコードの売上に基づくシングルチャートは、アメリカのビルボードが1940年代初期に初めて発表した。イギリスではそれより遅れて、1952年11月14日版の『ニュー・ミュージカル・エクスプレス』 (NME) が初めて発表した。他の有名だった楽譜のセールス・チャートに比べて工夫が凝らされた初めてのチャートであった。他のチャートは1936年から不規則に開始していた。そしてこの流れは初めてカウントダウン・ショーを放送したラジオ・ルクセンブルクが中心となっていた。新しいセールス・チャートはNMEの古くからの（そしてより有名な）ライバル、『メロディ・メイカー』誌との出版競争に使われた。チャートは12位までリストに載っていた。しかし同じ順位のレコードが数枚あったために実際には15枚のレコードが載っていた。このチャートは雑誌の広告マネージャー、パーシー・ディッキンズが作成した。彼は20店ほどの大手レコードストアに電話し、セールス・リポートを自らまとめた。彼は1960年代までチャート編集を監修していた。
チャートは急速に雑誌内で人気の要素となった。わずかな期間でレコード会社の広告やプレス・リリースに引用されるようになった。1954年10月にはトップ20にまで広がり、1956年4月にはトップ30までに広がった。チャートには模倣者まで出現した。ライバルとなる「レコード・ミラー」紙が1955年、『メロディ・メイカー』誌が1956年に次々と独自にシングルチャートを発表した。しかし、楽譜のセールス・チャートが一夜にして必要なくなったわけではない。数年は重要かつ、より正確にまとめられていると見なされていた。しかし、セールス・チャートこそがチャートの未来であった。
今日の全英シングルチャートの前身は、最初に1960年に「レコード・リテイラー」紙（現在の『ミュージック・ウィーク』誌）が発表したものだが、NMEらのチャートより後発であるため、当初は公式チャートとは認められていなかった。ラジオ・ルクセンブルクがNMEのチャートを使用していることによる広い露出という優位があった。1960年代を通して、様々なチャートが公の認知を得るために競い、数々の例外が出現した。例として、ビートルズのセカンド・シングル「プリーズ・プリーズ・ミー」は多くのチャートで1位になったが、「レコード・リテイラー」では1位とならなかった。また、BBCが自分たちの人気番組をピックアップするために計算しているともいわれ、実際1968年にはザ・ビーチ・ボーイズの「Do It Again」、ビージーズの「I've Gotta Get a Message to You」、ハーブ・アルパートの「This Guy's In Love With You」の3曲が同時に1位タイとなる有様だった。その他にもチャートは存在した。1960年代の中盤、「海賊放送局」ラジオ・ロンドンのチャートはその聴衆の数が理由で影響力が大きかった。しかし本質的にはエアプレイ・チャートであり（聞き伝えられているところによると賄賂に影響されていた）、セールスとはつながりを持たなかった。
1969年よりBBCと「レコード・リテイラー」が共同で、チャートの信頼性を向上させた。初めて専門の調査団体、BMRBがチャートの監修を依頼された。今までのチャートで使用したデータの2倍以上にのぼる、約500のレコード店の販売データを集計した結果だった。新たなオフィシャル・トップ50は、初めてコンピューターが編集した。そして1969年2月12日の週の終わりに初めて世に出た。それからチャートとその後継版は、毎週「レコード・リテイラー」、後に『ミュージック・ウィーク』が出版した。
1978年5月にシングル・チャートはトップ50からトップ75に拡大された。

### エレクトロニックの時代
1983年1月に、BMRBは契約をギャラップに取られてしまった。ギャラップは古い方法で編集されていたセールスデータを電子データに置き換えていた。それは郵送サービスをより安定したものにするためだった（1971年に2ヵ月に及ぶ郵便ストライキが行われたからだ）。ギャラップは1983年からチャートを作っていたにもかかわらず、最初のチャートがレコード店に登場したのは1984年になってからである。その結果、1987年10月には土曜日の販売が終わってからチャートは制作され、日曜日の午後には発表されるようになった。以前であれば火曜日（バンクホリデーだった場合は水曜日）まで遅れていた。この頃から、日曜日のBBC Radio 1が放送するチャート番組が新しいチャートを最初に放送するようになった。
チャートはまだトップ75までだったが、1983年1月からギャラップは「Next 25」というセクションを設けた。つまり、76位から100位までである。この枠は業界を扱う『ミュージック・ウィーク』誌と「レコード・リテイラー」紙に印刷されるようになった。このセクションはセールスを正確には反映したものではなかった。一定量以上の売り上げが減ったディスクは除外され、他のディスクが実際には行かない順位まで上がることもあった。もし以前のヒットが売り上げを少し増やした場合（在庫処分による値引きによって売れたかも知れないのだが）、戻ってくる場所があった場合のみ再登場してきた。
1990年までにチャート作成費用は60万ポンドまで高騰した。ギャラップは900から1500程度の店をサンプリングしていた。イギリスレコード産業の業界団体、英国レコード産業協会（British Phonographic Industry,BPI）はギャラップとの契約終了を告知した。ミュージック・ウィークとBBCでは1990年6月30日まで契約した。1990年7月1日からはミュージック・ウィークを作成する出版社が新たに独立した会社、チャート・インフォメーション・ネットワーク（Chart Information Network Ltd.、CIN）を設立した。チャート作成を委託する目的があった。CINはギャラップ、BBC、ブリティッシュ・アソシエーション・オブ・レコード・ディーラーズ（British Association of Record Dealers,BARD）と協力した。当初BPIはCINのチャート裁定委員会（CSC）に関わること、チャートを認定することを拒んだ。
1990年12月、特別なルールで決められていた「NEXT 25」セクションはオフィシャルな業界紙、ミュージック・ウィークでの掲載を終了した。1990年12月24日から1991年4月6日まで「レコード・ミラー」紙にのみ「NEXT 25」が掲載されていた。
1991年1月、CINはBPIとのジョイントベンチャーとなった。2者でチャート作成費用を折半した。費用は100万ポンドまで跳ね上がっていた。得られた収入もまた折半した。CSCはミュージック・ウィーク、CIN、ギャラップ、BBC、BARD、BPIの各社で構成されるようになった。すぐさまCINは新たな市場開拓とスポンサーシップの取引拡大に努めた。この中にはプレミアムレートでのファックス、電話サービスと、チャートのニュースレター、Charts+Plus（1991年5月から1994年12月まで）とHit Music（1992年9月から2001年5月まで）が含まれる。
1991年5月から新たに発行されるようになったニュースレター、「Chart+Plus」はシングルチャートを76位から200位まで拡大した。（アルバムの順位も76位から150位まで掲載し、様々なジャンルやフォーマットのチャートも掲載した）1992年9月、2つ目のニュースレターが作成された。「Hit Music」はシングルのトップ75に、復活した「Next 25」が掲載されるようになった。
ギャラップの契約は1994年1月までで終了する予定になった。1993年4月、BARDはCINとの契約を更新した。BARDのメンバー会社はセールスデータを独占的にCINへ供給することになった。1993年5月、CINはミルワード・ブラウンという世界的な広告、メディア、コミュニケーションコングロマリットのWPPの子会社がチャートの契約を勝ち取ったと発表した。主な議論点はコストの上昇、技術進化、データのよりよいアクセスである。CINはデータの分析をコントロールし、ミルワード・ブラウンの調査の著作権も保持することになった。
1994年2月1日、ミルワード・ブラウンはCINチャートに協力会社として参加した。当初サンプルは1250だったが、1994年4月までに1600へ増加した。ミルワード・ブラウンのデータを元に作成したチャートは1994年2月6日に初登場した。（チャートの日付は1994年2月12日となった）
1994年12月、Chart+Plusは出版を終え、Hit Musicがチャートの収録範囲を広げた。トップ200のシングル（以前のように特別な操作をしていないチャート）、トップ150のアーティスト・アルバム、トップ50のコンピレーションである。1996年12月にはアーティスト・アルバム・チャートがトップ200まで拡大した。
2001年にCINは、オフィシャル・チャート・カンパニー (OCC)へ改名した。
2001年5月、通巻439号をもってHit Musicは休刊した。2001年9月に、チャートファンのHerman VerkadeはCINのライセンス許可を得て、新しいチャート誌を発行した。新しいチャート誌、ChartsPlusはトップ75のシングル・チャートと独自に集計した76位から200位までの順位、トップ200のアーティスト・アルバム・チャート、そして様々なフォーマット、ジャンルのチャートをカバーしている。

### インターネットの時代
2005年、ウェス・バターズが司会を務めるUK Top 40が最終回を迎えた。チャート番組は4月16日締めのチャート週をもって根本的に新しくなった。この週のチャートからシングルチャートは物理媒体による売上と合法的なダウンロード数を足したものになった。数回のテストを経て、公式なダウンロード・セールス・チャートは2004年に発行された。だがこのオフィシャル・シングル・チャート内での組み合わせは時代の変化を映し出していた。物理媒体でのシングル売り上げが減少していたためである。2005年4月17日、ホストのJK、JoelがBBCラジオ1の番組内で述べたところによると、ダウンロード・セールスを組み合わせたことが、結果としてシングル・セールスを倍増させたという。
初め、レコード販売店協会はダウンロード販売の一般化は街中でのビジネスを難しくすると恐れていた。協会はデータとしてのみ使用できるシングルを含めることは消費者に混乱を招き、店舗のセールスラックとのギャップを生むと主張した。しかし協会は店舗での売り上げがある時にのみデジタルセールスをシングルセールスに含められるというルールに同意した。最小売り上げ枚数を設定していなかったために、ゴリラズは300枚限定のシングルレコード「Feel Good Inc.」を2005年4月12日に発売した（この発売は一般発売よりも1ヶ月早かった）ことでチャート初登場22位を達成し（最終的に最高2位になった）、そしてトップ40に長いこと在籍した。
音楽業界の様々な方面から圧力を受け、2006年に2回目の妥協に至った。現在ではシングルが物理媒体をリリースする前にダウンロードだけでチャートに載せられるようになった。ブラック・アイド・ピーズやニーヨは結果としてチャートに早く載るようになった。2006年4月2日にはナールズ・バークレイの「Crazy」がダウンロードのみで1位になった最初の曲となった。修正されたルールによって、シングルは物理媒体が消えてから2週後にチャートから消えるようになった。「Crazy」は11週後に5位から圏外となり、ネリー・ファータドの「Maneater」は10位から圏外になった。

### 1969年までのシングルチャート
ニュー・ミュージカル・エクスプレス（NME）
初めてイギリスでシングル・セールス・チャート（トップ12）を作るようになった。当初はポイントシステムを採用し53のショップの中から15-30のショップのサンプルを抽出していた。チャートは1954年10月1日からトップ20に拡大した。1956年4月13日からトップ30に、1963年4月からトップ50に変更となった。サンプルサイズは当初15から30店舗であったが、1960年代初めに70店舗まで拡大し、1963年6月には150店舗まで拡大した。NMEは自らのチャートを1988年5月28日まで編集した。そのあとの数年はネットワークチャートを利用した。
レコード・ミラー
1955年1月22日にトップ10のシングルチャートから始まった。後にトップ20、トップ30まで拡大した。1962年3月に「レコード・リテイラー」紙のチャートを掲載するようになって終了した。
ラジオ・ルクセンブルク
ラジオ・ルクセンブルクは1950年代から1960年代にかけて大きな影響力を及ぼしていたが、自らのチャートを有していなかった。1948年から『メロディ・メイカー』誌のトップ20楽譜チャートを元にして始めた。1960年の始まりからはNMEのトップ20シングル・セールス・チャートを使用するようになった。1970年代は様々なジャンルのチャートに分裂した。
メロディ・メイカー
1956年4月にトップ10のシングル・セールス・チャートが始まった。楽譜チャートは10年早く始まっていた。チャートは1962年9月にトップ50になった。サンプルサイズは当初30店舗から始まり、1963年に110店舗、1965年に150店舗、ディスクチャートを統合した1967年8月には220店舗になった。
ディスク&ミュージック・エコー
1958年2月にトップ20シングル・チャートから始まった。サンプルサイズは25店舗だった。1966年にトップ30、サンプルサイズ75-100店舗に拡大した。1966年4月にチャートはトップ50になり、1967年に『メロディ・メイカー』誌のチャートに統合された。ディスク誌は部数が少なく、サンプルが少なかったため、同時期の他のチャートに比べて重要視されなかった。
レコード・リテイラー
「レコード・リテイラー」紙は1960年3月にトップ50シングル・チャートを開始した。サンプルサイズは30店舗のみであったが、1962年3月に40店舗、1963年3月には60店舗、1969年には80店舗まで増加した。このチャートは唯一EPを除いたシングル・チャートであった。1967年11月まで別々のチャートとして存在していた。EPはその時からメインのシングル・チャートにランクインが許されるようになった。ビートルズの『マジカル・ミステリー・ツアー』はちょうどその時にチャートを駆け上がり、最高2位になった。
英国放送協会（BBC）
『ピック・オブ・ザ・ポップス』に1955年10月4日から登場した。その年の終わりまで隔週で、それ以降は毎週になった。『レコード・ミラー』誌とNMEのシングルチャートを平均した値を元にチャートを作成した。（また、『メロディ・メイカー』誌も1956年4月以降おそらく使われている）

### 基準作り
オフィシャル・チャートが存在しなかった1969年2月以前について、どのチャートが「正しい（公式）」かについては議論が繰り広げられてきた。最もあり得る解決策は「レコード・リテイラー」のチャートを1960年以降の公式のチャートとして扱い、それ以前はNMEチャートを公式のチャートとすることだった。このアプローチは1977年に初めて出版した『ギネスブック・オブ・ブリティッシュ・ヒット・シングルズ』（現：『ブリティッシュ・ヒット・シングルズ・アンド・アルバムズ』）が作り出した。しかし、「レコード・リテイラー」のチャートがその時期において基準となるものかどうかは図りようのないことである。チャートについて言及する本にはシンプルに最初から「レコード・ミラー」紙をソースとするものがあった。
オフィシャル・チャート・カンパニーは『ギネスブック・オブ・ブリティッシュ・ヒット・シングルズ』が編み出した解決方法をオフィシャル・チャートの基準に採用した。しかしながら異なったアプローチは生み出され続けている。

## クリスマス・ナンバー1
イギリスの音楽界では、伝統的にクリスマスの週のシングルチャートが特別な意味を持っており、様々なアーティストが「クリスマスのチャート1位」を狙って新曲を発売する。イギリスではクリスマスの前の数週間が1年間で最もレコード（CD）が売れる時期である。
クリスマスのチャート1位を巡るチャート争いが盛んになったのは1973年、スレイドの「メリー・クリスマス・エヴリバディ」とウィザードの「毎日がクリスマス」が同時期に発売されたことからである。この年、クリスマスのチャート1位を制したのはスレイドであった。

## BBCラジオ1における放送
現在の放送時間は日曜の16時から19時（現地時間）。ラジオ1はトップ40をチャートの下位から上位に向けて放送する。1967年にアラン・フリーマンの司会で開始された『ピック・オブ・ザ・ポップス』を母体とする。マーク・グッディアーとブルーノ・ブルックスがこのチャート番組の司会者として長らく有名であった。2007年10月から2009年9月までレジー・イエイツがファーン・コットンと共にチャート番組を放送していた。コットンはオフィシャル・チャートの番組において初めての女性司会となった。その後はイェイツ単独で放送され、2013年1月にはジャミーラ・ジャミルに司会者が交代。女性司会者が正式担当者として単独で番組を進行するのは番組史上初のことである。
2012年2月からは、18時からのトップ10発表はオンラインでミュージック・ビデオを同時放送している。